# Chelidonium sinicum
Chelidonium sinicum là một loài bọ cánh cứng trong họ Cerambycidae.